# ناتالیا ورونینا
ناتالیا ورونینا (روسی: Наталья Сергеевна Воронина؛ زادهٔ ۲۱ اکتبر ۱۹۹۴) اسکیت‌باز سرعت اهل روسیه است.